# بی‌اچ-۷ آویا
بی‌اچ-۷ آویا (به انگلیسی: Avia_BH-7) یک هواگرد ملخ‌پیشین تک‌موتوره از نوع جنگنده ساخت شرکت Avia است. هواگرد بی‌اچ-۷ آویا نخستین پروازش را در ۱۹۲۳ میلادی انجام داد. در مجموع، تعداد ۲ فروند از این هواگرد ساخته شده‌است.
طراح این هواگرد، Pavel Beneš and Miroslav Hajn بود.